# 大菴須益
大菴 須益（だいあん　しゅえき）は、室町時代の僧。大寧寺六世住職、龍文寺四世、瑠璃光寺開山、安楽寺（和歌山）開山、長谷寺 （島根）開山、明窓寺 （島根）開山、豊龍寺 （山口）開山、鳳台寺二世。

## 生涯
応永13年（1406年）薩摩国に生まれる。福昌寺 (鹿児島市)の竹居正猷（ちくご　しょうゆう）に師事し出家した。竹居正猷が鷲頭弘忠の招きにより大寧寺に移ると、大菴も移った。竹居正猷が龍文寺を開山し、器之為璠（きし　いはん）が住持となるとその元に遣わされ、師事した。宝徳元年（1449年）器之為璠より法衣を与えられ、相承を受けた。寛正4年（1463年）より大寧寺の住持となり、応仁2年（1468年）器之為璠が没すると龍文寺の住持を務める。文明3年（1471年）陶弘房供養のため、夫人の発願により仁保瑠璃光寺を開山する。
文明5年（1473年）3月23日に没した。